# Список нагороджених Хрестом бойових заслуг

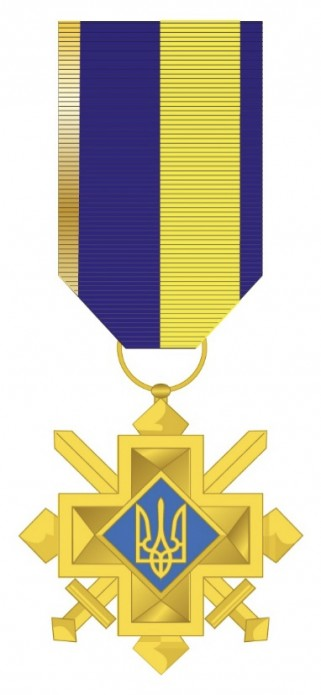
Хрест бойових заслуг

Це список осіб, нагороджених відзнакою Президента України «Хрест бойових заслуг» у хронологічному порядку. Станом на 2 серпня 2025 року оприлюднені укази щодо нагородження вперше 306 осіб, вдруге — 1 особи. Інформація наводиться відповідно до Указів Президента України щодо нагородження. Кілька указів 2022—2025 років про нагородження не публікувалися, але з офіційних джерел відома інформація про нагородження відзнакою вперше ще щонайменше 15 осіб. Таким чином загальна кількість нагороджених вперше — не менше 321 особи.
Хрест бойових заслуг — державна нагорода України — відзнака Президента України, встановлена для відзначення військовослужбовців Збройних Сил України та інших військових формувань, утворених відповідно до законів України, за видатну особисту хоробрість та відвагу або видатний геройський вчинок під час виконання бойового завдання в умовах небезпеки для життя та безпосереднього зіткнення із супротивником; видатні успіхи в управлінні військами (силами) під час ведення воєнних (бойових) дій.
Нижче наведений перелік нагороджених згідно оприлюднених указів Президента України; звання та посади вказані на час нагородження, як зазначено в указі.

## 2022
Загальна кількість нагороджених вперше — 61 (з них 52 чоловіки та 9 жінок).
6 травня 2022 року першими нагородженими «Хрестом бойових заслуг» стали за визначні особисті заслуги у захисті державного суверенітету та територіальної цілісності України, самовіддане служіння Українському народові та вірність військовій присязі:
- Залужний Валерій Федорович — Головнокомандувач Збройних Сил України, генерал
- Калієвський Владислав Ігорович — заступник командира механізованого батальйону 72 окремої механізованої бригади оперативного командування «Північ» Сухопутних військ Збройних Сил України, капітан
- Мазуренко Дарія Андріївна — бойовий медик механізованої роти механізованого батальйону 72 окремої механізованої бригади оперативного командування «Північ» Сухопутних військ Збройних Сил України, сержант
- Мойсюк Євген Георгійович — заступник Головнокомандувача Збройних Сил України, генерал-лейтенант
- Охріменко Олександр Петрович — командир 14 окремої механізованої бригади оперативного командування «Захід» Сухопутних військ Збройних Сил України, полковник

27 липня 2022 року за визначні особисті заслуги у захисті державного суверенітету та територіальної цілісності України, самовіддане служіння Українському народу, вірність військовій присязі нагороджені:
- Береговий Дмитро Володимирович — командир роти спеціального призначення Окремого центру спеціальних операцій «Схід» Сил спеціальних операцій Збройних Сил України, капітан
- Булацик Євген Богданович — командир 7 бригади тактичної авіації Повітряних Сил Збройних Сил України, полковник
- Гнатов Андрій Вікторович — начальник штабу — заступник командувача військ оперативного командування «Південь» Сухопутних військ Збройних Сил України, бригадний генерал
- Головня Юлія Василівна — лікар медичного пункту мотопіхотного батальйону 30 окремої механізованої бригади оперативного командування «Північ» Сухопутних військ Збройних Сил України, лейтенант медичної служби
- Григоренко Євгеній Анатолійович — командир зенітної ракетної батареї 11 зенітного ракетного полку повітряного командування «Захід» Повітряних Сил Збройних Сил України, майор
- Драпатий Михайло Васильович — заступник командувача військ оперативного командування «Південь» Сухопутних військ Збройних Сил України, бригадний генерал
- Заблоцька Олена Григорівна — снайпер 503 окремого батальйону морської піхоти Командування морської піхоти Військово-Морських Сил Збройних Сил України, старший матрос
- Ковальчук Андрій Трохимович — командувач військ оперативного командування «Південь» Сухопутних військ Збройних Сил України, генерал-майор
- Лінник Дмитро Едуардович — командир гірсько-штурмової роти 10 окремої гірсько-штурмової бригади оперативного командування «Захід» Сухопутних військ Збройних Сил України, старший лейтенант
- Маришев Руслан Володимирович — командир 90 окремого аеромобільного батальйону 81 окремої аеромобільної бригади Десантно-штурмових військ Збройних Сил України, майор
- Мішакін Микола Миколайович — командир військової частини 3027 Північного оперативно-територіального об'єднання Національної гвардії України, полковник
- Міщенко Сергій Олексійович — головний сержант — командир відділення взводу протитанкових ракетних комплексів 45 окремої артилерійської бригади Корпусу резерву Сухопутних військ Збройних Сил України
- Николаєвич Павліна Василівна — командир гранатометного відділення 10 окремої гірсько-штурмової бригади оперативного командування «Захід» Сухопутних військ Збройних Сил України, сержант
- Нохрін Денис Олександрович — командир стрілецького батальйону військової частини 3035 Східного оперативно-територіального об'єднання Національної гвардії України, майор
- Паламарчук Роман Миколайович — інспектор прикордонної служби — водій 10 мобільного прикордонного загону Державної прикордонної служби України, штаб-сержант
- Рогачевський Олександр Ігорович — старший оператор групи спеціального призначення Окремого центру спеціальних операцій «Захід» Сил спеціальних операцій Збройних Сил України, молодший сержант
- Розлач Павло Іванович — командир 3 батальйонної тактичної групи 80 окремої десантно-штурмової бригади Десантно-штурмових військ Збройних Сил України, підполковник
- Сирський Олександр Станіславович — командувач Сухопутних військ Збройних Сил України, генерал-полковник
- Танцюра Анатолій Васильович — командир артилерійської бойової частини середнього десантного корабля «Юрій Олефіренко» 29 дивізіону надводних кораблів Флотилії Військово-Морських Сил Збройних Сил України, старший лейтенант
- Федорів Олег Зіновійович — начальник управління Центру Служби безпеки України, полковник

23 серпня 2022 року за визначні особисті заслуги у захисті державного суверенітету та територіальної цілісності України, самовіддане служіння Українському народу, вірність військовій присязі нагороджені:
- Буданов Кирило Олексійович — начальник Головного управління розвідки Міністерства оборони України, генерал-майор
- Гапонов Олександр Володимирович — командир десантно-штурмової роти десантно-штурмового батальйону 79 окремої десантно-штурмової бригади Десантно-штурмових військ Збройних Сил України, старший лейтенант
- Конопля Ксенія Володимирівна — бойовий медик мотопіхотного взводу мотопіхотної роти мотопіхотного батальйону 30 окремої механізованої бригади оперативного командування «Північ» Сухопутних військ Збройних Сил України, молодший сержант
- Лазаренко Ростислав Павлович — командир авіаційної ескадрильї 299 бригади тактичної авіації Повітряних Сил Збройних Сил України, підполковник
- Налєва Андрій Юрійович — командир роти спеціального призначення загону спеціальних операцій Окремого центру спеціальних операцій «Захід» Сил спеціальних операцій Збройних Сил України, капітан
- Орел Андрій Леонідович — командир механізованого взводу механізованої роти 42 окремого мотопіхотного батальйону 57 окремої мотопіхотної бригади оперативного командування «Південь» Сухопутних військ Збройних Сил України, молодший лейтенант
- Соколовський Микола Миколайович — командир морського водолазного судна «Нетішин» 28 дивізіону пошуково-рятувальних суден Флотилії Військово-Морських Сил Збройних Сил України, штаб-старшина
- Степанов Дмитро Олександрович — старший оператор групи спеціального призначення команди водолазів-мінерів загону спеціальних операцій Окремого центру спеціальних операцій «Південь» Сил спеціальних операцій Збройних Сил України, старшина 2 статті
- Черненко Євгенія Юріївна — начальник медичної служби — начальник медичного пункту 503 окремого батальйону морської піхоти Командування морської піхоти Військово-Морських Сил Збройних Сил України, капітан медичної служби
- Шиманський Олександр Валентинович — командир 1604 зенітного ракетного дивізіону 160 зенітної ракетної бригади повітряного командування «Південь» Повітряних Сил Збройних Сил України, підполковник
- Юрчак Євгеній Сергійович — командир десантно-штурмової роти десантно-штурмового батальйону 95 окремої десантно-штурмової бригади Десантна-штурмових військ Збройних Сил України, старший лейтенант

13 жовтня 2022 року за особисту мужність і самовідданість, виявлені у захисті державного суверенітету та територіальної цілісності України, бездоганне служіння Українському народові, вірність військовій присязі нагороджені військовослужбовці Державної прикордонної служби України:
- Балагура Максим Віленінович — полковник
- Марчинський Андрій Анатолійович — штаб-сержант

14 жовтня 2022 року за особисту хоробрість і відвагу, виявлені у захисті державного суверенітету та територіальної цілісності України, самовіддане виконання військового обов'язку нагороджені:
- Апостол Олег Орестович — полковник
- Величко Альона Володимирівна — сержант
- Власюк Олександр Михайлович — майор
- Возинська Наталія Володимирівна — молодший сержант
- Волошина Тетяна Володимирівна — старший лейтенант
- Гнилицький Тарас Володимирович — підполковник
- Заіченко Костянтин Вікторович — полковник
- Казіков Дмитро Ігорович — молодший сержант
- Катеринчик Василь Юрійович — капітан
- Копчатов Богдан Григорович — капітан
- Корчинський Олександр Сергійович — капітан
- Красюн Павло Олександрович — старший лейтенант
- Крижановський Сергій Юрійович — молодший сержант
- Магльований Дмитро Юрійович — лейтенант
- Мартинов Валентин В'ячеславович — молодший сержант
- Мухін Андрій Олександрович — старший сержант
- Оберемко Валерій Петрович — майор
- Онятицький Володимир Васильович — молодший сержант
- Соловйов Євген Володимирович — підполковник
- Ханок Артем Олександрович — капітан
- Чотій Андрій Леонідович — підполковник

11 грудня 2022 року за особисту мужність і самовіддані дії, виявлені у захисті державного суверенітету та територіальної цілісності України, вірність військовій присязі нагороджений:
- Сидоренко Михайло Павлович — полковник

19 грудня 2022 року за особисту мужність і самовіддані дії, виявлені у захисті державного суверенітету та територіальної цілісності України, вірність військовій присязі нагороджений:
- Чернявський Павло Олегович — капітан

## 2023
Загальна кількість нагороджених вперше — 63 (з них 60 чоловіків та 3 жінок), з них посмертно — 2.
14 лютого 2023 року за особисту мужність і самовідданість, виявлені у захисті державного суверенітету та територіальної цілісності України, вірність військовій присязі нагороджений:
- Корженко Вадим Вікторович — підполковник

2 березня 2023 року за особисту мужність і самовідданість, виявлені у захисті державного суверенітету та територіальної цілісності України, сумлінне і бездоганне служіння Українському народові нагороджений:
- Чинікін Ростислав Миколайович — старший лейтенант

9 березня 2023 року за визначні особисті заслуги у захисті державного суверенітету та територіальної цілісності України, самовіддане служіння Українському народу, вірність військовій присязі нагороджений:
- Коцюбайло Дмитро Іванович — молодший лейтенант (посмертно)

27 червня 2023 року за визначні особисті заслуги у захисті державного суверенітету та територіальної цілісності України, самовіддане служіння Українському народові, вірність військовій присязі нагороджені:
- Гнева Дмитро Володимирович — старший сержант
- Козаченко Галина Валентинівна — старший сержант
- Колінько Сергій Анатолійович — солдат
- Красовський Василь Миколайович — підполковник
- Кузьменко Богдан Костянтинович — майор
- Лукашевич Іван Володимирович — полковник
- Урсатій Іван Олегович — майор

25 липня 2023 року за особисту мужність, виявлену у захисті державного суверенітету та територіальної цілісності України, самовіддане виконання військового обов'язку нагороджені:
- Горохов Євгеній Євгенійович — молодший сержант
- Фединський Максим Ігорович — підполковник

25 липня 2023 року за вагомий особистий внесок у захист державного суверенітету та територіальної цілісності України, самовіддане виконання військового обов'язку та високий професіоналізм нагороджений:
- Верба Андрій Вячеславович — генерал-майор медичної служби

28 липня 2023 року за особисту мужність, виявлену у захисті державного суверенітету та територіальної цілісності України, самовіддане виконання військового обов'язку нагороджений:
- Мізерний В'ячеслав Юрійович — майор

8 серпня 2023 року за вагомий особистий внесок у захист державного суверенітету та територіальної цілісності України, самовіддане виконання військового обов'язку та високий професіоналізм нагороджений:
- Боднар Юрій Васильович — майор

23 серпня 2023 року за особисту мужність, виявлену у захисті державного суверенітету та територіальної цілісності України, самовіддане виконання військового обов'язку нагороджені:
- Коноваленко Любов Юріївна — молодший сержант
- Кудря Микола Сергійович — підполковник

13 вересня 2023 року за особисту мужність, виявлену у захисті державного суверенітету та територіальної цілісності України, самовіддане виконання військового обов'язку нагороджені:
- Паламарчук Олег Петрович — старший сержант
- Сімак Владислав Володимирович — сержант

28 вересня 2023 року за особисту мужність, виявлену у захисті державного суверенітету та територіальної цілісності України, самовіддане виконання військового обов'язку нагороджені:
- Бурда Володимир Олександрович — молодший сержант
- Дубілєв Микола Володимирович — майор
- Каганець Максим Олександрович — солдат
- Римар Дзвенислава Володимирівна — молодший сержант

28 вересня 2023 року за особисту мужність і самовідданість, виявлені у захисті державного суверенітету та територіальної цілісності України, сумлінне та бездоганне служіння Українському народові нагороджений:
- Сергієнко Олександр Володимирович — штаб-сержант

31 жовтня 2023 року за особисту мужність, виявлену у захисті державного суверенітету та територіальної цілісності України, самовіддане виконання військового обов'язку нагороджений:
- Жук Сергій Володимирович — полковник

2 листопада 2023 року за особисту мужність, виявлену у захисті державного суверенітету та територіальної цілісності України, самовіддане виконання військового обов'язку нагороджений:
- Дорофєєв Денис Вікторович — молодший сержант

10 листопада 2023 року за особисту мужність і самовідданість, виявлені у захисті державного суверенітету та територіальної цілісності України, подолання наслідків надзвичайних ситуацій, спричинених збройною агресією російської федерації, вірність Українському народові і Військовій присязі та з нагоди річниці визволення міста Херсона від окупації російських військ нагороджений:
- Орлов Андрій Ігорович — сержант (посмертно)

17 листопада 2023 року за особисту мужність, виявлену у захисті державного суверенітету та територіальної цілісності України, самовіддане виконання військового обов'язку нагороджений:
- Фісун Олександр Віталійович — молодший сержант

28 листопада 2023 року за особисту мужність, виявлену у захисті державного суверенітету та територіальної цілісності України, самовіддане виконання військового обов'язку нагороджені:
- Бакулін Олександр Олександрович — полковник
- Бебко Микола Віталійович — старший солдат
- Гопкало Володимир Володимирович — капітан
- Дзюбановський Михайло Андрійович — капітан-лейтенант
- Мацькала Андрій Ярославович — майор
- Павлюк Євген Валерійович — майор
- Паліса Павло Сергійович — полковник
- Петрощук Віталій Володимирович — підполковник
- Пипка Володимир Володимирович — полковник
- Савчук Тарас Андрійович — матрос

1 грудня 2023 року за особисту мужність, виявлену у захисті державного суверенітету та територіальної цілісності України, самовіддане виконання військового обов'язку нагороджений:
- Літовчук Владислав Володимирович — матрос

4 грудня 2023 року за самовіддане служіння Українському народові, особисту мужність, виявлену у захисті державного суверенітету та територіальної цілісності України, зразкове виконання військового обов'язку нагороджені:
- Абрамюк Василь Степанович — солдат
- Бернадський Олег Володимирович — сержант
- Болібок Любомир Миколайович — лейтенант
- Верес Кирило Кирилович — майор
- Запрудський Віталій Вікторович — молодший лейтенант
- Зулунов Олександр Вікторович — штаб-сержант
- Кокубаєв Денис Олександрович — молодший сержант
- Крикливий Сергій Русланович — молодший сержант
- Курносов Анатолій Олександрович — капітан
- Литвиненко Сергій Анатолійович — підполковник
- Тулайдан Віталій Русланович — молодший лейтенант

8 грудня 2023 року за особисту мужність, виявлену у захисті державного суверенітету та територіальної цілісності України, самовіддане виконання військового обов'язку нагороджені:
- Майстренко Олексій Сергійович — полковник
- Скорина Євгеній Іванович — капітан
- Тимощук Вадим Юрійович — лейтенант
- Федунов Петро Миколайович — майстер-сержант

29 грудня 2023 року за особисту мужність, виявлену у захисті державного суверенітету та територіальної цілісності України, самовіддане виконання військового обов'язку нагороджений:
- Байков Євген Павлович — старший лейтенант

30 грудня 2023 року за особисту мужність, виявлену у захисті державного суверенітету та територіальної цілісності України, самовіддане виконання військового обов'язку нагороджені:
- Дуженький Олег Олександрович — солдат
- Каляєв Микита Юрійович — солдат
- Коваленко Богдан Олегович — солдат
- Мазуренко Богдан Олександрович — капітан
- Стрижобик Роман Іванович — майор
- Тимощук Володимир Анатолійович — старший солдат
- Часовський Олександр Сергійович — старшина 1 статті

30 грудня 2023 року за особисту мужність і самовідданість, виявлені у захисті державного суверенітету та територіальної цілісності України, сумлінне та бездоганне служіння Українському народові нагороджений:
- Малиш Денис Сергійович — майор

## 2024
Загальна кількість нагороджених вперше — 137 (з них 134 чоловіки та 3 жінок), з них посмертно — 7.
29 січня 2024 року за особисту мужність і самовідданість, виявлені у захисті державного суверенітету та територіальної цілісності України, сумлінне та бездоганне служіння Українському народові нагороджений:
- Рясний Олександр Олександрович — майор

2 лютого 2024 року за особисту мужність, виявлену у захисті державного суверенітету та територіальної цілісності України, самовіддане виконання військового обов'язку нагороджені:
- Бицуля Анатолій Валерійович — головний сержант
- Ольшанський Андрій Віталійович — старший лейтенант

18 лютого 2024 року за особисту мужність, виявлену у захисті державного суверенітету та територіальної цілісності України, самовіддане виконання військового обов'язку нагороджений:
- Луценко Олександр Дмитрович — полковник

23 лютого 2024 року за особисту мужність, виявлену у захисті державного суверенітету та територіальної цілісності України, самовіддане виконання військового обов'язку нагороджені:
- Бинюк Богдан Петрович — старший лейтенант
- Борщук Владислав Сергійович — сержант
- Габінет Руслан Олександрович — майор
- Дмитришин Олег Володимирович — підполковник
- Добко Сергій Валерійович — молодший сержант
- Кирпич Віталій Володимирович — майор
- Ковальський Дмитро Олегович — солдат
- Косован Сергій Сергійович — полковник
- Лобов Валерій Вадимович — майор
- Михайлів Богдан Богданович — підполковник
- Рошка Едуард Олексійович — молодший сержант
- Сєрапіонов Ігор Валерійович — капітан
- Сломінський Владислав Романович — капітан
- Соснін Володимир Миколайович — підполковник
- Субота Владислав Олександрович — майор
- Циба Владислав Владиславович — підполковник

23 лютого 2024 року за особисту мужність і самовідданість, виявлені у захисті державного суверенітету та територіальної цілісності України, сумлінне та бездоганне служіння Українському народові нагороджена:
- Дубина Олена Миколаївна — сержант

7 березня 2024 року за особисту мужність, виявлену у захисті державного суверенітету та територіальної цілісності України, самовіддане виконання військового обов'язку нагороджена:
- Безродня Катерина Ігорівна — капітан медичної служби

13 березня 2024 року за особисту мужність, виявлену у захисті державного суверенітету та територіальної цілісності України, самовіддане виконання військового обов'язку нагороджений:
- Філюк Петро Васильович — молодший сержант

20 березня 2024 року за особисту мужність і самовідданість, виявлені у захисті державного суверенітету та територіальної цілісності України, сумлінне і бездоганне служіння Українському народові нагороджені:
- Дем'янюк Микола Сергійович — підполковник
- Мартинюк Ігор Анатолійович — полковник

26 березня 2024 року за особисту мужність, виявлену у захисті державного суверенітету та територіальної цілісності України, самовіддане виконання військового обов'язку нагороджений:
- Кузьмич Артем Федорович — матрос

7 квітня 2024 року за особисту мужність, виявлену у захисті державного суверенітету та територіальної цілісності України, самовіддане виконання військового обов'язку нагороджені:
- Ворошилов Микола Миколайович — молодший сержант
- Довган Дмитро Романович — солдат

8 квітня 2024 року за особисту мужність, виявлену у захисті державного суверенітету та територіальної цілісності України, самовіддане виконання військового обов'язку нагороджені:
- Єськов Роман Анатолійович — капітан
- Логуш Василь Володимирович — майор
- Свиридюк Павло Олексович — молодший сержант

18 квітня 2024 року за особисту мужність і самовідданість, виявлені у захисті державного суверенітету та територіальної цілісності України, сумлінне та бездоганне служіння Українському народові нагороджений:
- Дячук Олег Ростиславович — штаб-сержант

23 квітня 2024 року за особисту мужність, виявлену у захисті державного суверенітету та територіальної цілісності України, самовіддане виконання військового обов'язку нагороджений:
- Дзюба Андрій-Василь Ігорович — майор

29 квітня 2024 року за особисту мужність і самовідданість, виявлені у захисті державного суверенітету та територіальної цілісності України, сумлінне і бездоганне служіння Українському народові нагороджені:
- Біжик Андрій Володимирович — полковник
- Швець Дмитро Васильович — штаб-сержант

3 травня 2024 року за особисту мужність, виявлену у захисті державного суверенітету та територіальної цілісності України, самовіддане виконання військового обов'язку нагороджені:
- Волков Дмитро Олександрович — старший сержант
- Соловей Олександр Анатолійович — солдат

13 травня 2024 року за особисту мужність, виявлену у захисті державного суверенітету та територіальної цілісності України, самовіддане виконання військового обов'язку нагороджений:
- Смалько Дмитро Олександрович — майор

15 травня 2024 року за особисту мужність, виявлену у захисті державного суверенітету та територіальної цілісності України, самовіддане виконання військового обов'язку нагороджений:
- Пилипчук Денис Ярославович — молодший лейтенант

17 травня 2024 року за особисту мужність і самовідданість, виявлені у захисті державного суверенітету та територіальної цілісності України, сумлінне і бездоганне служіння Українському народові нагороджений:
- Чобану Андрій Стельянович — старший лейтенант (посмертно)

22 травня 2024 року за особисту мужність, виявлену у захисті державного суверенітету та територіальної цілісності України, самовіддане виконання військового обов'язку нагороджені:
- Грабовий Ігор Миколайович — майстер-сержант
- Сосновський Василь Олегович — підполковник
- Харченко Тарас Володимирович — матрос

4 червня 2024 року за особисту мужність, виявлену у захисті державного суверенітету та територіальної цілісності України, самовіддане виконання військового обов'язку нагороджений:
- Войців Володимир Іванович — солдат

17 червня 2024 року за особисту мужність, виявлену у захисті державного суверенітету та територіальної цілісності України, самовіддане виконання військового обов'язку нагороджений:
- Щоголев Сергій Іванович — солдат (посмертно)

19 червня 2024 року за особисту мужність, виявлену в захисті державного суверенітету та територіальної цілісності України, самовіддане служіння Українському народові нагороджені:
- Задорожний Антон Олегович — підполковник
- Чумаченко Кирило Віталійович — старший сержант

25 червня 2024 року за особисту мужність, виявлену у захисті державного суверенітету та територіальної цілісності України, самовіддане виконання військового обов'язку нагороджений:
- Яцишен Ян Володимирович — полковник

4 липня 2024 року за особисту мужність, виявлену у захисті державного суверенітету та територіальної цілісності України, самовіддане виконання військового обов'язку нагороджені:
- Козійчук Ярослав Сергійович — молодший сержант
- Кошелюк Віталій Юрійович — старший матрос
- Пушкаш Василь Вікторович — капітан

26 липня 2024 року за особисту мужність, виявлену у захисті державного суверенітету та територіальної цілісності України, самовіддане виконання військового обов'язку нагороджені:
- Гнатковський Сергій Петрович — молодший лейтенант
- Москаленко Олексій Тарасович — молодший сержант
- Плотніков Богдан Володимирович — сержант

2 серпня 2024 року за особисту мужність, виявлену у захисті державного суверенітету та територіальної цілісності України, самовіддане виконання військового обов'язку нагороджені:
- Єфремов Іван Вікторович — майор
- Удовенко Анатолій Олексійович — полковник

16 серпня 2024 року за особисту мужність, виявлену у захисті державного суверенітету та територіальної цілісності України, самовіддане виконання військового обов'язку нагороджені:
- Колодій Едуард Петрович — підполковник
- Ткачук Андрій Сергійович — полковник
- Явкун Олексій Ігорович — полковник

23 серпня 2024 року за особисту мужність, виявлену у захисті державного суверенітету та територіальної цілісності України, самовіддане виконання військового обов'язку нагороджені:
- Буга Євген Юрійович — капітан
- Герик Вячеслав Едуардович — головний сержант
- Камишенков Роман Петрович — полковник
- Колесник Валентин Володимирович — старший сержант
- Колос Святослав Євгенович — сержант
- Корбет Павло Олександрович — майор
- Коротка Ольга Геннадіївна — молодший сержант
- Найда Григорій Володимирович — старший сержант
- Попович Олександр Васильович — капітан
- Решетніков Денис Анатолійович — старший солдат
- Сокоть Олег Анатолійович — капітан
- Судомій Ігор Володимирович — старший лейтенант
- Шкрібляк Олександр Олександрович — старший лейтенант

23 серпня 2024 року за особисту мужність, виявлену в захисті державного суверенітету та територіальної цілісності України, самовіддане служіння Українському народові нагороджений:
- Чіпак Дмитро Валентинович — лейтенант (посмертно)

23 серпня 2024 року за особисту мужність, виявлену в захисті державного суверенітету та територіальної цілісності України, самовіддане служіння Українському народові нагороджений:
- Максимович Юрій Віталійович — лейтенант (посмертно)

30 серпня 2024 року за особисту мужність, виявлену у захисті державного суверенітету та територіальної цілісності України, самовіддане виконання військового обов'язку нагороджені:
- Бабак Сергій Андрійович — капітан
- Бакрев Іван Дмитрович — майор
- Бурковський Ярослав Владиславович — майор
- Кулачевич Артем Васильович — старший лейтенант
- Мороз Артем Олегович — майор
- Пилипчук Руслан Євгенович — старший лейтенант
- Циркун Олександр Олексійович — капітан

5 вересня 2024 року за особисту мужність, виявлену у захисті державного суверенітету та територіальної цілісності України, самовіддане виконання військового обов'язку нагороджений:
- Медведєв Артем Володимирович — матрос (посмертно)

20 вересня 2024 за особисту мужність, виявлену у захисті державного суверенітету та територіальної цілісності України, самовіддане виконання військового обов'язку нагороджені:
- Богородицький Владислав Дмитрович — капітан
- Головченко Артем Миколайович — молодший сержант
- Зінченко Дмитро Олександрович — підполковник
- Корда Дмитро Васильович — старший сержант
- Косаченко Сергій Володимирович — молодший сержант
- Лузан Микола Васильович — старший солдат

30 вересня 2024 року за особисту мужність, виявлену у захисті державного суверенітету та територіальної цілісності України, самовіддане виконання військового обов'язку нагороджені:
- Баргилевич Анатолій Владиславович — генерал-лейтенант
- Беспалов Євген Михайлович — підполковник
- Лебідєв Дмитро Михайлович — старший лейтенант
- Рак Ігор Сергійович — майор
- Стояновський Ігор Антонович — молодший лейтенант
- Харченко Тимофій Віталійович — старший солдат
- Чуприна Владислав Анатолійович — майор

3 жовтня 2024 року за особисту мужність, виявлену у захисті державного суверенітету та територіальної цілісності України, самовіддане виконання військового обов'язку нагороджений:
- Горян Андрій Іванович — майор

14 жовтня 2024 року за особисту мужність і самовідданість, виявлені у захисті державного суверенітету та територіальної цілісності України нагороджений:
- Шурда Ігор Сергійович — молодший сержант

31 жовтня 2024 року за особисту мужність, виявлену у захисті державного суверенітету та територіальної цілісності України, самовіддане виконання військового обов'язку нагороджений:
- Козін Іван Олександрович — старший лейтенант

15 листопада 2024 року за особисту мужність, виявлену у захисті державного суверенітету та територіальної цілісності України, самовіддане виконання військового обов'язку нагороджені:
- Босак Владислав Віталійович — головний сержант
- Власов Олександр Валентинович — молодший сержант
- Война Кирило Борисович — молодший сержант
- Гавриленко Віталій Олександрович — молодший сержант
- Гринь Андрій Павлович — головний сержант
- Кореньов Ігор Валерійович — старший сержант
- Мантуляк Павло Васильович — сержант
- Маскевич Артур Володимирович — сержант
- Мовчан Анатолій Миколайович — головний сержант
- Плосконос Костянтин Сергійович — сержант
- Собуцький Олег Вікторович — старший сержант
- Таркоський Олександр Олександрович — сержант
- Тимощук Павло Іванович — головний сержант

18 листопада 2024 року за особисту мужність, виявлену у захисті державного суверенітету та територіальної цілісності України, самовіддане виконання військового обов'язку нагороджений:
- Шевель Максим Петрович — капітан

27 листопада 2024 року за особисту мужність, виявлену у захисті державного суверенітету та територіальної цілісності України, самовіддане виконання військового обов'язку нагороджені:
- Бровді Роберт Йосипович — майор
- Гернешій Михайло Вячеславович — головний сержант
- Горянський Валерій Миколайович — молодший лейтенант
- Жук Олександр Валентинович — старший лейтенант
- Соляник Олексій Сергійович — сержант

2 грудня 2024 року за особисту мужність, виявлену в захисті державного суверенітету та територіальної цілісності України, самовіддане служіння Українському народові нагороджені:
- Байда Руслан Костянтинович — підполковник
- Ковальчук Віталій Леонідович — майор
- Нощенко Максим Сергійович — старший лейтенант
- Огоньков Вадим Валерійович — солдат (посмертно)

3 грудня 2024 року за особисту мужність, виявлену у захисті державного суверенітету та територіальної цілісності України, самовіддане виконання військового обов'язку нагороджені:
- Дідух Ярослав Леонідович — молодший сержант
- Зима Олександр Сергійович — підполковник
- Попович Олександр Миколайович — молодший сержант
- Пташенко В'ячеслав Вікторович — полковник

11 грудня 2024 року за особисту мужність, виявлену у захисті державного суверенітету та територіальної цілісності України, самовіддане виконання військового обов'язку нагороджені:
- Грек Назар Юрійович — лейтенант
- Луньов Юрій Валентинович — майор
- Роман Валентин Павлович — сержант
- Рижков Сергій Миколайович — підполковник
- Холодкевич Артем Ігорович — підполковник

11 грудня 2024 року за особисту мужність, виявлену у захисті державного суверенітету та територіальної цілісності України, самовіддане виконання військового обов'язку нагороджені:
- Демчук Анатолій Андрійович — старший сержант
- Мерешко Андрій Вікторович — головний сержант
- Неживий Денис Ігорович — капітан

25 грудня 2024 року за особисту мужність, виявлену у захисті державного суверенітету та територіальної цілісності України, самовіддане виконання військового обов'язку нагороджені:
- Бондаренко Владислав Миколайович — капітан
- Лановий Максим Борисович — полковник

31 грудня 2024 року за особисту мужність, виявлену у захисті державного суверенітету та територіальної цілісності України, самовіддане виконання військового обов'язку нагороджені:
- Кобзовщук Олександр Олександрович — капітан 2 рангу
- Мусієнко Анатолій Михайлович — солдат (посмертно)

## 2025
Загальна кількість нагороджених вперше — 45 (з них 44 чоловіки та 1 жінка), з них посмертно — 4; вдруге — 1 (з них 1 чоловік).
14 січня 2025 року за особисту мужність, виявлену у захисті державного суверенітету та територіальної цілісності України, самовіддане виконання військового обов'язку нагороджені:
- Місків Володимир Володимирович — старший сержант (посмертно)
- Рибний Владислав Геннадійович — сержант (посмертно)

20 лютого 2025 року за особисту мужність, виявлену в захисті державного суверенітету та територіальної цілісності України, самовіддане служіння Українському народові нагороджені:
- Жуков Дмитро Вікторович — лейтенант
- Сімонов Віталій Дмитрович — старший солдат (посмертно)

20 лютого 2025 року за особисту мужність, виявлену у захисті державного суверенітету та територіальної цілісності України, самовіддане виконання військового обов'язку нагороджені:
- Гриценя Юрій Миколайович — старший солдат
- Козін Іван Олександрович — старший лейтенант
- Курах Михайло Дмитрович — підполковник

20 лютого 2025 року за особисту мужність, виявлену у захисті державного суверенітету та територіальної цілісності України, самовіддане виконання військового обов'язку нагороджений:
- Делятицький Дмитро Євгенович — генерал-майор

8 березня 2025 року за особисту мужність, виявлену у захисті державного суверенітету та територіальної цілісності України, самовіддане виконання військового обов'язку нагороджена:
- Булавінцева Маргарита Олександрівна — старший сержант

24 березня 2025 року за особисту мужність і самовідданість, виявлені у захисті державного суверенітету та територіальної цілісності України, сумлінне та бездоганне служіння Українському народові нагороджені:
- Возний Петро Володимирович — капітан
- Руденко Володимир Олександрович — старший солдат
- Руденко Олександр Юрійович — старший сержант
- Шарко Андрій Григорович — сержант

1 квітня 2025 року за особисту мужність, виявлену у захисті державного суверенітету та територіальної цілісності України, самовіддане виконання військового обов'язку нагороджені:
- Капітула Дмитро Вікторович — підполковник
- Ревуцький Костянтин Олександрович — майор

9 квітня 2025 за особисту мужність, виявлену у захисті державного суверенітету та територіальної цілісності України, самовіддане виконання військового обов'язку нагороджений:
- Прінь Сергій Олександрович — молодший сержант

29 квітня 2025 року за особисту мужність і самовідданість, виявлені у захисті державного суверенітету та територіальної цілісності України, сумлінне і бездоганне служіння Українському народові нагороджені:
- Пилипенко Юрій Ігорович — старший солдат
- Туренко Микола Андрійович — ствпший лейтенант

1 травня 2025 року за особисту мужність, виявлену у захисті державного суверенітету та територіальної цілісності України, самовіддане виконання військового обов'язку нагороджені:
- Загайний Андрій Олександрович — солдат
- Ластівка Михайло Васильович — солдат
- Шуміцький Павло Володимирович — молодший сержант

19 травня 2025 року за особисту мужність, виявлену у захисті державного суверенітету та територіальної цілісності України, самовіддане виконання військового обов'язку нагороджені:
- Візінський Юрій Миколайович — матрос
- Давід Олег Харалампійович — матрос
- Коржик Євген Вікторович — капітан
- Савченко Вячеслав Павлович — старший сержант

26 травня 2025 року за особисту мужність, виявлену в захисті державного суверенітету та територіальної цілісності України, самовіддане служіння Українському народові нагороджений:
- Маринський Родіон Ігорович — старший солдат

30 травня 2025 року за особисту мужність, виявлену у захисті державного суверенітету та територіальної цілісності України, самовіддане виконання військового обов'язку нагороджений:
- Завалій Сергій Іванович — майор

14 червня 2025 року за особисту мужність, виявлену у захисті державного суверенітету та територіальної цілісності України, самовіддане виконання військового обов'язку нагороджені:
- Войтов Руслан Євгенович — молодший сержант
- Неділько Денис Анатолійович — солдат

19 червня 2025 року за особисту мужність, виявлену у захисті державного суверенітету та територіальної цілісності України, самовіддане виконання військового обов'язку нагороджені:
- Адамов Ілля Олександрович — молодший сержант
- Великий Ілля Андрійович — молодший сержант
- Ковальчук Олег Олександрович — старший солдат
- Кондрашов Олексій Юрійович — молодший сержант
- Філанович Андрій Анатолійович — молодший лейтенант

2 липня 2025 року за особисту мужність, виявлену в захисті державного суверенітету та територіальної цілісності України, самовіддане служіння Українському народові нагороджені:
- Карпов Нікіта Сергійович — молодший сержант
- Новіцький Микола Станіславович — капітан (посмертно)

15 липня 2025 року за особисту мужність, виявлену в захисті державного суверенітету та територіальної цілісності України, самовіддане служіння Українському народові нагороджений:
- Січкар Анатолій Валерійович — полковник

23 липня 2025 року за особисту мужність, виявлену у захисті державного суверенітету та територіальної цілісності України, самовіддане виконання військового обов'язку нагороджені:
- Попов Михайло Валентинович — молодший сержант
- Танащук Олександр Сергійович — молодший сержант

23 липня 2025 року за особисту мужність, виявлену у захисті державного суверенітету та територіальної цілісності України, самовіддане виконання військового обов'язку нагороджений:
- Касянчук Роман Васильович — майор

29 липня 2025 року за особисту мужність, виявлену у захисті державного суверенітету та територіальної цілісності України, самовіддане виконання військового обов'язку нагороджені:
- Басюк Іван Вікторович — молодший сержант
- Іваненко Микола Русланович — старший солдат

29 липня 2025 року за особисту мужність, виявлену у захисті державного суверенітету та територіальної цілісності України, самовіддане виконання військового обов'язку нагороджений:
- Кравченко Дмитро Васильович — лейтенант

1 серпня 2025 року за видатну особисту хоробрість та відвагу, виявлені під час бойових дій нагороджені:
- Гузенко Володимир Сергійович — сержант
- Курце Олександр Сергійович — солдат
- Нетесаний Євген Олександрович — солдат

## Неоприлюднені укази
- Малюк Василь Васильович[102]
- Військовослужбовці СБУ (2025; за проведення операції «Павутина»)[103]

29 липня 2025 року Президент України Володимир Зеленський у свому щоденному зверненні повідомив, що за станом на цю дату Хрестом бойових заслуг відзначені 318 воїнів. В пояснювальній записці до внесеного Президентом законопроєкту «Про внесення змін до деяких законів України щодо визнання осіб, яких нагороджено відзнакою Президента України „Хрест бойових заслуг“, особами, які мають особливі заслуги перед Батьківщиною» уточнено, що відзнакою Президента України «Хрест бойових заслуг» вперше нагороджено 318 військовослужбовців, а також одного військовослужбовця нагороджено вказаною відзнакою вдруге. При цьому станом на 29 липня 2025 року були оприлюднені укази щодо нагородження вперше 303 осіб, а також одного військовослужбовця нагороджено відзнакою вдруге.